# Fumarola

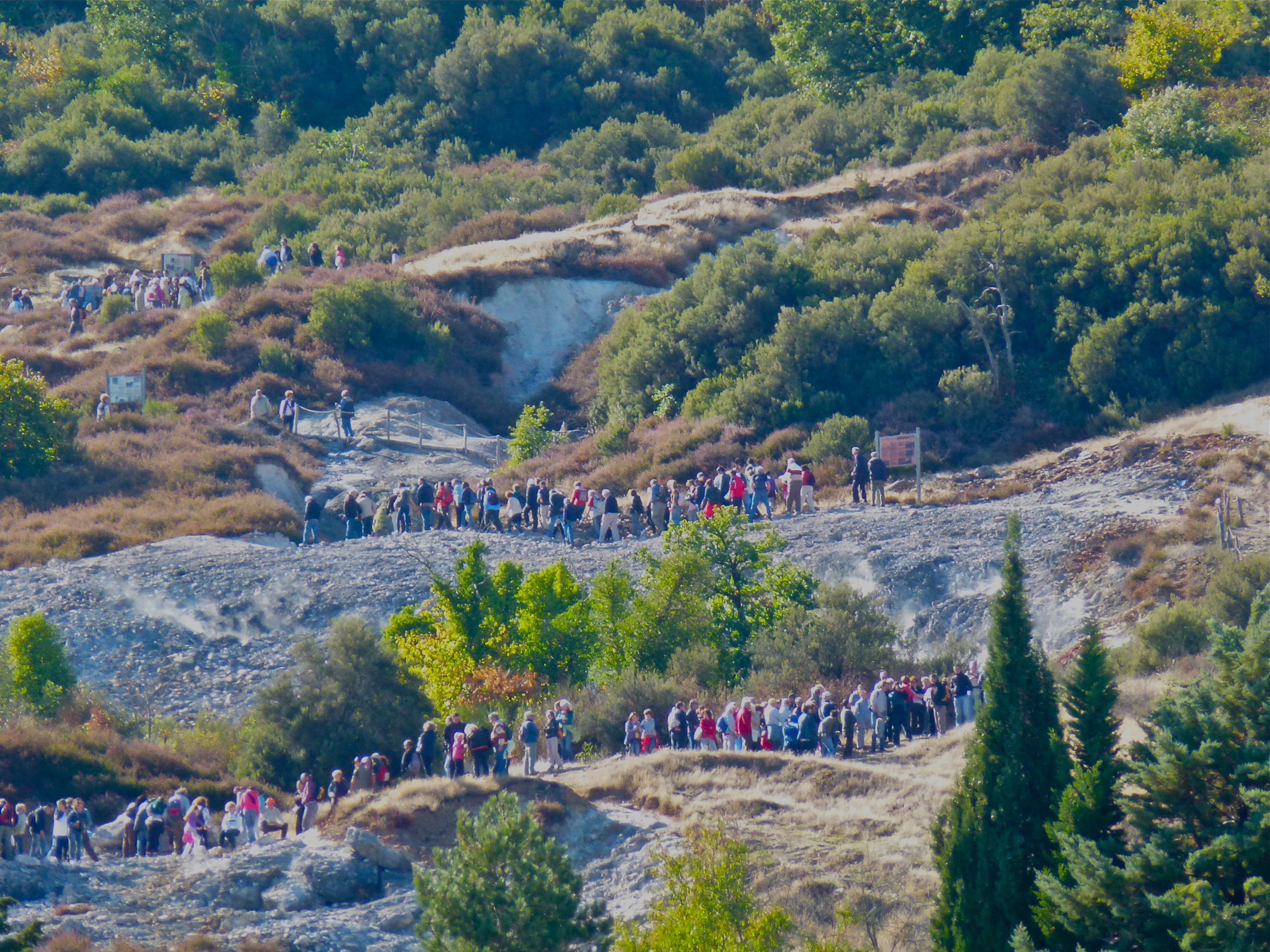
Parco delle Fumarole di Sasso Pisano

Le fumarole sono fenomeni di vulcanismo secondario con emanazione di vapore e altri gas vulcanici presenti generalmente in prossimità dei crateri o dei fianchi di vulcani attivi, nonché in aree idrotermali in cui i centri vulcanici non sono più attivi.

## Fenomeno

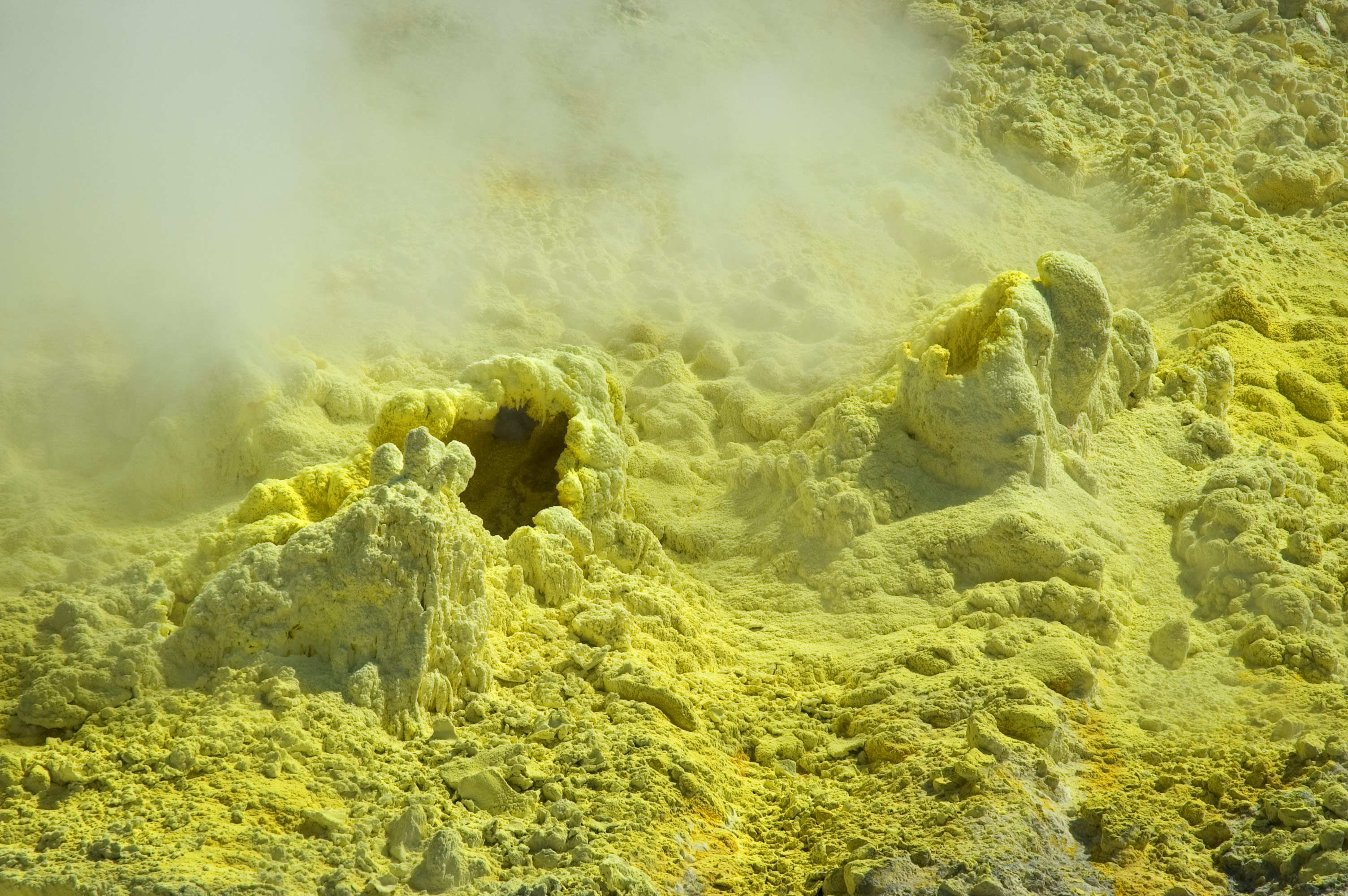
Fumarola solforosea, Whakaari/White Island, Nuova Zelanda

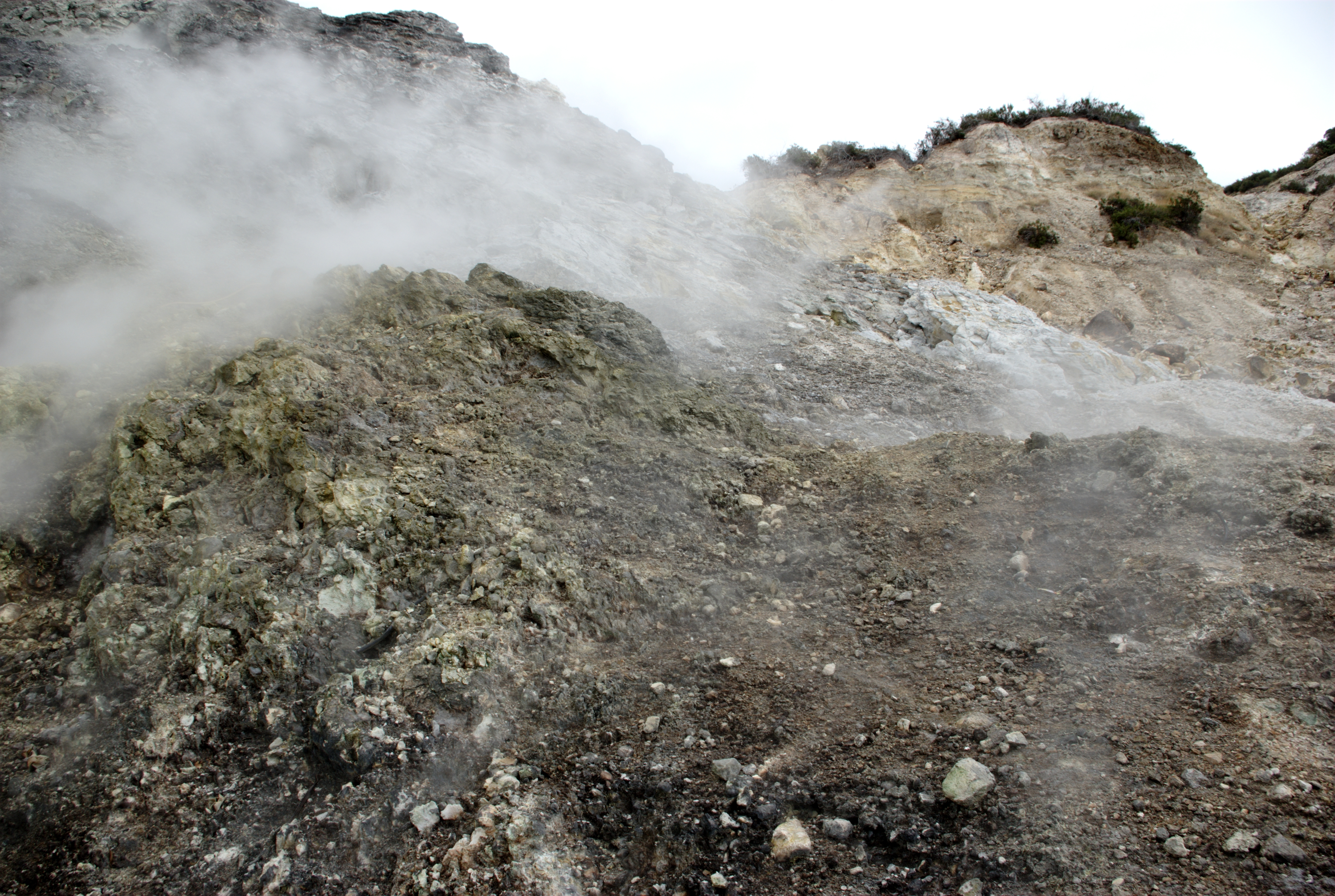
Fumarole presso la Solfatara di Pozzuoli

Fumarola è un termine di origine napoletana, che corrisponde a "fumaiolo" e infatti si presentano come piccole, ma profonde fessure nel suolo nelle quali si ha una risalita di gas emessi a temperature che, a seconda del tipo di attività vulcanico-idrotermale, vanno da circa 100 fino a 900 °C. A contatto con l'aria, a causa della sensibile diminuzione di temperatura, i gas condensano formando i caratteristici "fumi", da cui deriva il nome del fenomeno.
La composizione chimica dei gas vulcanici è generalmente costituita da svariate specie e, a parte il vapor d'acqua che rappresenta la percentuale maggiore in volume, troviamo:
anidride carbonica, monossido di carbonio, anidride solforosa, acido solfidrico, acido cloridrico, acido fluoridrico come costituenti maggiori e minori, possono poi esserci, sotto forma di elementi in tracce, metalli pesanti e altri elementi tossici (piombo, cadmio, palladio; mercurio; tallio; arsenico ecc.) nonché un folto numero di composti organici.
Tale complessa composizione chimica determina una fortissima acidità (pH circa 0) e dunque una profonda alterazione del suolo circostante che acquista cromatismi vivaci tra cui spiccano le chiazze di color giallo citrino dello zolfo nativo.
In base alla temperatura di emissione dei gas essoluti, ed alla relativa composizione chimica, è possibile suddividere in diverse tipologie le fumarole:
- Secche (o anidre): la temperatura di emissione dei gas è di circa 500 °C, mentre la composizione chimica dei gas comprende cloruri (di sodio e potassio), e fluoruri vari. Queste fumarole non contengono vapore acqueo (da cui, appunto, la denominazione "anidre").
- Acide: la temperatura di emissione risulta inferiore alle precedenti, e compresa tra i 300-500 °C. Chimicamente sono costituite da vapore acqueo, acido cloridrico, acido solfidrico ed anidride solforosa. Sono spesso presenti cloruri legati a ioni metallici.
- Alcaline (più raramente, ammoniacali): la temperatura di emissione è compresa tra 100-200 °C, e la composizione chimica prevede vapore acqueo, cloruro di ammonio, acido solfidrico ed anidride carbonica.
- Fredde: temperatura di emissione massima di 100 °C, composte al 95% da vapore acqueo, per il restante 5% da monossido di carbonio, anidride carbonica, ed anidride solforosa (in proporzioni variabili).

## Italia
In Italia è famosa la Solfatara di Pozzuoli presente nella regione vulcanica Campania dei Campi Flegrei; in Toscana sono osservabili nel  "Parco tematico delle fumarole di Sasso Pisano". Altre fumarole sono presenti nell'isola di Vulcano.